# Prosthechea vasquezii
Prosthechea vasquezii är en orkidéart som beskrevs av Eric Alston Christenson. Prosthechea vasquezii ingår i släktet Prosthechea och familjen orkidéer.
Artens utbredningsområde är Bolivia. Inga underarter finns listade i Catalogue of Life.